# Matt Vaniel
Matthew Henry Vaniel, detto Matt (Braddock, 14 novembre 1919 – East Pittsburgh, 1º gennaio 1981), è stato un cestista statunitense, professionista nella NBL.

## Carriera
Giocò per una stagione nella NBL, disputando 24 partite con 7,5 punti di media.